# Ораче
Ораче (пол. Oracze, нім. Oratzen) — село в Польщі, у гміні Елк Елцького повіту Вармінсько-Мазурського воєводства.
Населення — 320 осіб (2011).
У 1975-1998 роках село належало до Сувальського воєводства.

## Демографія
Демографічна структура станом на 31 березня 2011 року:
|          | Загалом | Допрацездатний вік | Працездатний вік | Постпрацездатний вік |
| -------- | ------- | ------------------ | ---------------- | -------------------- |
| Чоловіки | 142     | 35                 | 93               | 14                   |
| Жінки    | 178     | 45                 | 109              | 24                   |
| Разом    | 320     | 80                 | 202              | 38                   |